# Glory and Grace
Glory and Grace — третий студийный музыкальный альбом шведской инди-поп-группы Sandy Mouche, выпущенный 8 мая 2013 года. Песни на альбоме исполняются на английском и французском языках.
Песня «Hurt» с этого альбома стала саундтреком к документальному фильму «MonaLisa Story» (режиссёр Jessica Nettelbladt, 2016 год).

## История записи
Песни для альбома были написаны в 2011—2012 гг, сам альбом был записан в 2012 году на студии продюсера Roxette Кристофера Лундквиста «Aerosol Grey Machine» в Валларуме, Сконе, на юге Швеции. Альбом вышел на лейбле «Margit Music».
Альбом был выпущен в ЕС в картонной обложке digi-pack без буклета. Примечательно, что альбом на физическом носителе (CD) не предлагает слушателю текстов песен. Вместо этого, на упаковке диска указана ссылка на официальный сайт группы, где эти тексты можно скачать. Так как на текущий момент (ноябрь 2019 года) это последний альбом группы и с тех пор музыканты не записывали нового материала, сайт группы не доступен.
Предыдущий альбом группы вышел за 7 лет до этого. С тех пор ударник и клавишник группы Sandy Mouche Пер Блюмгрен построил звукозаписывающую студию в местечке Tirup, пригороде Staffanstorp, где группа и работала над новым альбомом. Для этого альбома все члены группы впервые писали песни вместе — до этого песни писали только супруги Юсефссон. Всемирный тур Roxette, в котором принимала участие Хелена наложил большой отпечаток на творческий процесс — песня «Centuries» о Южной Африке, где она гастролировала вместе с группой. Песню «The Garden» Хелена написала в самолёте. В день выхода альбома состоялся премьерный концерт группы в театре «Victoriateatern» в шведском городе Мальмё.
Фотографии, дизайн и оформление альбома выполнены Улой Блумгреном.

## Музыканты
- Хелена Юсефссон — вокал
- Мартиник Юсефссон — вокал, гитара
- Ула Блумгрен — гитара
- Пер Блумгрен — ударные
- Vindla String Quartet — струнные

Vindla String Quartet не являются постоянными участниками группы Sandy Mouche, однако они нередко проводили совместные выступления с Хеленой Юсефссон на концертах в Мальмё и других городах Швеции. Участница квартета, Каролина Карпинска, написала аранжировки песен для струнных инструментов.

## Список песен
Авторы песен указаны в порядке: текст/музыка
1. The Garden (5:19) Х. Юсефссон, М. Юсефссон / М. Юсефссон
2. Rainbow (4:09) Х. Юсефссон, М. Юсефссон
3. Glory And Grace (2:37) М. Юсефссон
4. L’elephant Dans La Chambre (4:39) Х. Юсефссон, М. Юсефссон / Х. Юсефссон, М. Юсефссон, У. Блумгрен
5. Jealous (3:29) Х. Юсефссон
6. Last Night (4:18) М. Юсефссон
7. Turquoise Water (3:17) Х. Юсефссон, М. Юсефссон
8. Centuries (2:49) М. Юсефссон
9. Tears In Time (4:17) М. Юсефссон
10. Hurt (3:28) Х. Юсефссон

## Синглы
С альбома было выпущено два сингла. На оба были сняты видеоклипы. В обоих случаях режиссёром выступил Ула Блумгрен, участник коллектива Sandy Mouche.
- «Hurt» (декабрь 2012) (видео)
- «Glory And Grace» (март 2013) (видео)

Кроме того, был снят отдельный акустический видеоклип на песню «Rainbow» в мае 2013 года. Режиссёр: Patrik Ljungman. (видео)

## Отзывы критиков
- В печатной версии газеты «City Helsinborg» обозреватель Эмма Лидберг озаглавливает свою рецензию на альбом группы «Как роскошный ужин» и оценивает новый диск на 4 из 5. Она характеризует музыку как «точно настроенная», в то время как «акустические элементы вместе со струнными и клавишными делают звучание… зрелым». Группа Sandy Mouche по мнению Лидберг придерживается «альбомной традиции», где каждая песня на альбоме стоит в определённом порядке, чего не хватает сегодня в хаотичном прослушивании музыки на Spotify. Таким образом, альбомом лучше наслаждаться песня за песней. «Подумайте о роскошном ужине из пяти блюд, подходящим для того, чтобы максимально насладиться вкусом», суммирует обзор Лидберг[9][10].
- Портал «We Love Nordic», специализирующийся на скандинавской музыке, рассказывает о релизе первого сингла с альбома, песни «Hurt». Портал отмечает, что у группы «очень уникальное, интимное звучание, очень стильное и акустическое — отличный звук для холодных дней» Говоря о самой песне «Hurt», портал называет её «очень сладким произведением искусства»[11].
- Обозреватель южношведской газеты «Sydsvenskan» Хокан Энгстрём публикует рецензию в день выхода диска и ставит альбому оценку 3 из 5[12].